# Roupala consimilis
Roupala consimilis är en tvåhjärtbladig växtart som beskrevs av Carl Christian Mez och Paul Hermann Wilhelm Taubert. Roupala consimilis ingår i släktet Roupala och familjen Proteaceae. Inga underarter finns listade i Catalogue of Life.